# Reims Aviation
 (novembre 2019).
Si vous disposez d'ouvrages ou d'articles de référence ou si vous connaissez des sites web de qualité traitant du thème abordé ici, merci de compléter l'article en donnant les références utiles à sa vérifiabilité et en les liant à la section « Notes et références ».
Pour les articles homonymes, voir Rai.
Reims Aviation est une entreprise de construction aéronautique installée à Prunay depuis 1967, à une quinzaine de kilomètres de Reims, dans la Marne.

## Historique

### Un ingénieur pionnier

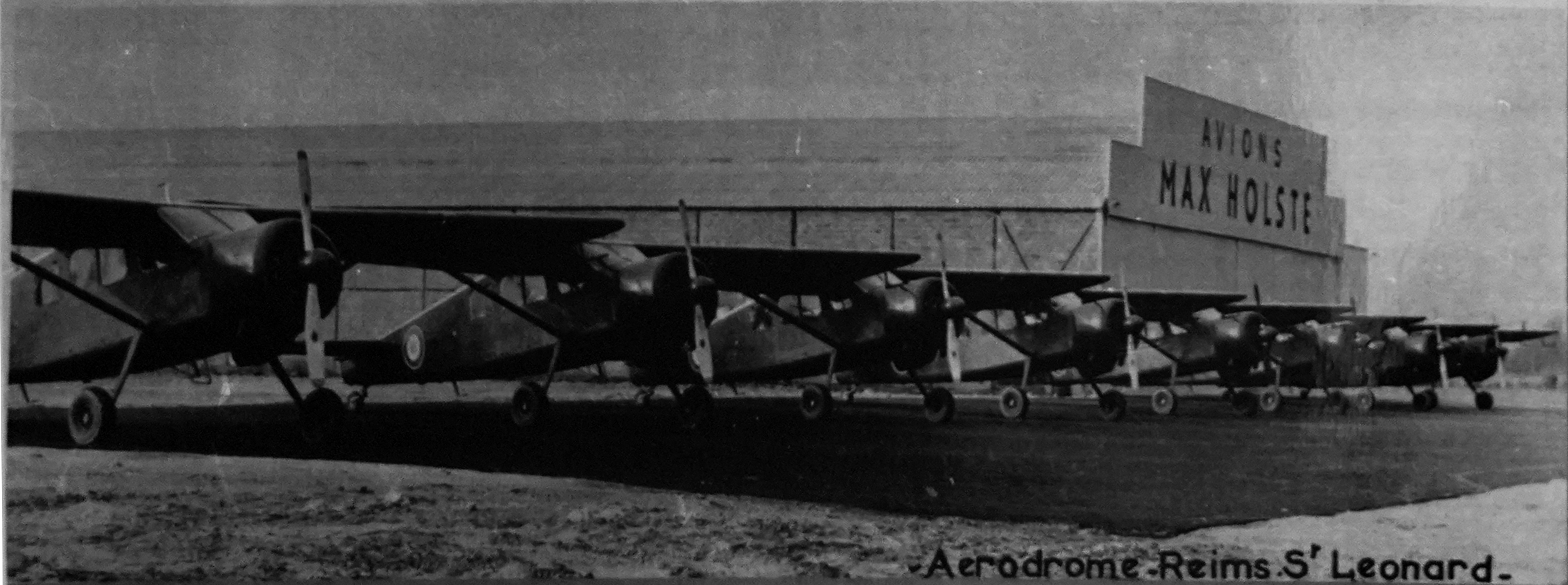
Les hangars Max-Holste de Reims-Prunay.

L'origine de la Société des Avions Max Holste remonte à 1933, époque où Max Holste construit un avion de tourisme biplace de quarante chevaux, dénommé SHB 1, à l'usine du Port-sec, à Longwy, en Meurthe-et-Moselle. En 1939, il met au point un avion entièrement métallique, équipé d'un moteur Régnier de trois-cent quatre-vingts chevaux. Aux essais, cet avion atteignait la vitesse maximum de 475 km/h.
Le 25 juillet 1945, l'entreprise Borand fait voler le premier avion français étudié et réalisé depuis la Libération, le MH 52. Cet avion de construction métallique, équipé d'un moteur Renault de cent-quarante chevaux, est muni d'un atterrisseur tricycle. Le 27 septembre 1946, création de la S.A. Avions Max Holste puis, le 1er janvier 1950, la société s'installe à Reims, impasse Baussonnet et déménage peu après rue Gosset. En 1950, création du MH 152, quadriplace d'observation d'artillerie, équipé d'un moteur de deux-cent quarante chevaux, suivi du "Max-Holste MH-1521 Broussard". Le 18 avril 1956, la société change sa raison sociale en Société nouvelle des avions Max Holste, dont Max Holste est le président. Le 20 mai 1959, premier vol du MH 260 Super Broussard, dernière réalisation. Ce prototype expérimental est équipé de deux moteurs à pistons Pratt & Whitney R-1340 de 600 chevaux chacun.
Le 15 février 1960, signature des accords avec le premier constructeur d'avions légers au monde, Cessna de Wichita (Kansas, États-Unis), qui entre dans le capital de la société. Ces accords concernent la fabrication d'avions légers en France – à Reims – et leur commercialisation en Europe. Le 23 novembre 1960, accord avec Nord-Aviation pour la reprise du programme MH 260, trop lourd financièrement pour la société, qui garde toutefois un tiers de la fabrication de l'avion. À cette occasion, Nord-Aviation entre dans le capital de la société. Le 9 août 1961, le général Vigouroux devient le PDG de la société. Le 6 décembre 1961, le dernier Broussard sort des lignes de montage. 380 avions ont été produits depuis le premier vol en 1952.
Le 30 janvier 1962, la raison sociale de la société devient Reims Aviation (effectifs : 280 personnes). Le 4 avril 1963, le premier avion monomoteur Cessna fabriqué hors des États-Unis, le F 172P, effectue son premier vol. La fabrication se fait toujours à Reims, dans les ateliers de la rue Gosset, pendant que les pièces, moteurs et autres éléments arrivent des États-Unis. Le 14 mars 1964, Jacques Clostermann devient PDG de la société. Après le 172P, Reims Aviation fera voler douze types de monomoteurs : F150, F172, FR172 "Reims Rocket", FA150, F177 RG “Cardinal”, FRA150, 182P, 185, 210, FA 152, F152, FR182 RG. La cadence journalière de production est, durant une longue période, de trois à quatre monomoteurs. Le 16 octobre 1965 est effectuée la livraison du deux-centième avion Reims-Cessna (F172).

### Déménagement hors de Reims

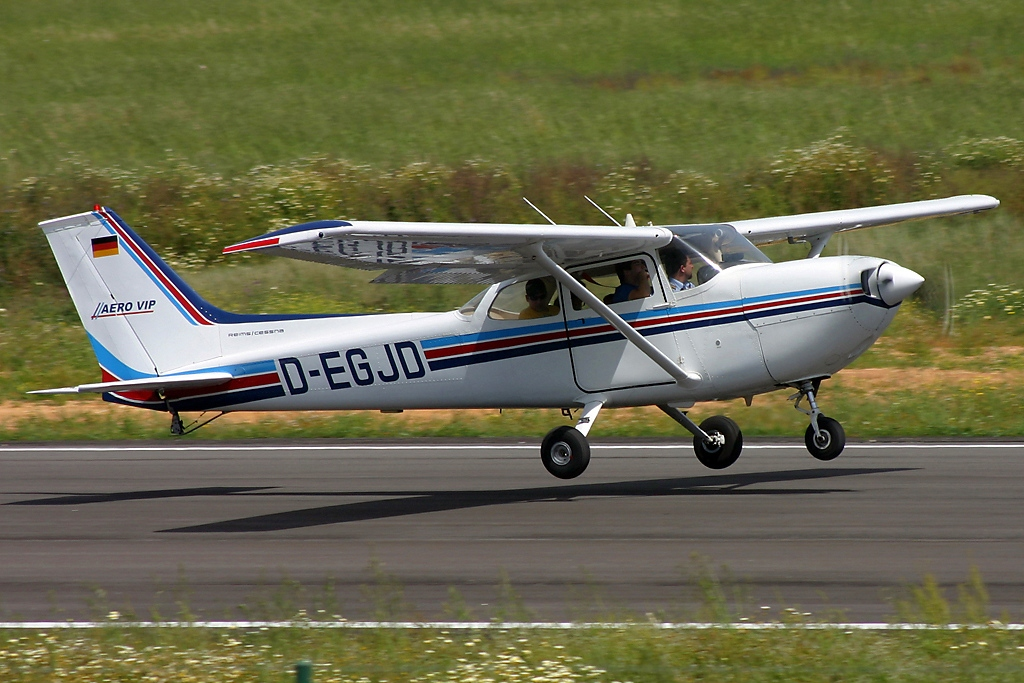
Reims FR172J Rocket.

La municipalité de Reims ayant demandé à la société de quitter ses installations de la rue Gosset et de Saint-Léonard, le premier coup de pioche, sur un terrain de 60 000 m2, situé sur la commune de Prunay, est donné le 15 avril 1967. Le 1er octobre, le premier avion construit dans la nouvelle usine sort des lignes de montage transférées, sans aucun arrêt de production. Le 25 juin 1968, le millième avion monomoteur Reims-Cessna sort des lignes rémoises. Le 1er septembre 1969, premier vol d'un bimoteur (2 x 210 ch) Reims-Cessna 337 Skymaster (Push Pull). D’autres bimoteurs suivent : FT337 G (pressurisé), FTB 337. Le 1er janvier 1970, Pierre Clostermann, succède à Jacques à la tête de la société. Le 10 septembre 1971, sort le premier tronçon 3 du Mystère 10 pour le compte de Dassault Aviation. Le 18 août 1972, la piste est allongée à 1 140 mètres (elle était auparavant de 790 mètres). En 1980, l'effectif est de 551 personnes. Fin janvier 1982, sortie du six-millième avion Reims-Cessna, le F172 no 2155, et Jean Pichon devient PDG deux mois plus tard. Le 21 septembre 1982, premier vol d'un F152 expérimental équipé d'un moteur à GPL.
Le 22 septembre 1983, premier vol du biturbopropulseur Reims-Cessna F406 Caravan II. En juin 1984, attribution de la fabrication du tronçon T4 du fuselage du Falcon 900 ainsi que l'assemblage du réservoir intégré au tronçon. Le 14 septembre 1988, lancement de la fabrication des poutres plancher de Airbus A300/A310. Le 30 novembre 1988, signature d'un contrat de partenariat avec la Socata et Hurel-Dubois pour la fabrication du carénage ventral de l'Airbus A330/A340. En mars 1989, rachat par la CFCI, (Compagnie Française Chaufour Investissement), des parts détenues par Cessna. Le 31 mars 1991, Jean-Paul Pellissier devient PDG, puis Jean-Paul Chaufour lui succède le 11 mai 1995 et, le 16 octobre, est livré le premier jeu de revêtements du tronçon 2 du Falcon 50 EX.

### Dernières années, 2003 à  2014

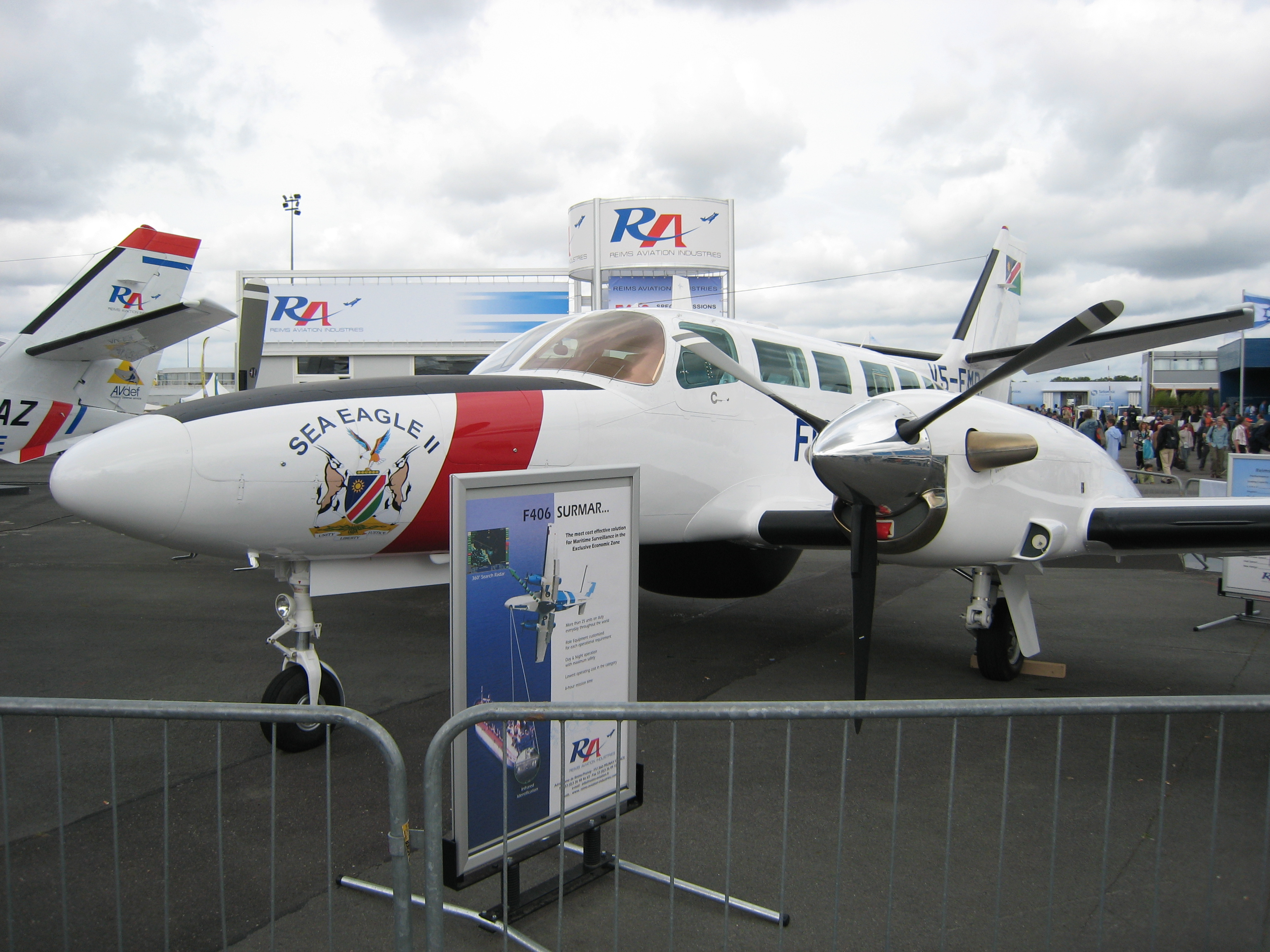
le seul avion encore produit: le Reims F406

Depuis mars 2003, Reims Aviation n'existe plus. L'entreprise est scindée en deux sociétés indépendantes :
- Reims Aérospace qui a repris l'activité sous-traitance pour les grands donneurs d'ordre aéronautiques et a été rachetée par le groupe autrichien Ventana. Elle a ensuite été rachetée enfin en 2011 par Novae Technology, qui la rebaptise Aerolean, puis lui donne son nom actuel en 2015 : Novae Aerospace Industry[4].
- Reims Aviation Industries qui a repris l'activité avions F406, a été rachetée par le fonds d'investissement Green Recovery. En 2007, Reims Aviation Industries est introduite en Bourse sur le segment Alternext d'Euronext Paris. En 2010, GECI International participe au capital à hauteur de 94,86 % (avec effet rétroactif au 01/04/2009) et l'assemblée générale de mars 2010 décide de l'absorption de Sky Aircraft, ainsi que du nouveau nom du groupe, GECI Aviation.

Ces deux sociétés sont toujours basées sur l'Aérodrome de Reims - Prunay, avec un effectif de 70 salariés en 2010 pour Reims Aviation Industries.
Faute d'une situation financière saine, Reims Aviation Industries a été placée en redressement judiciaire en date du 10 septembre 2013 par le Tribunal de Commerce de Reims alors que le dernier F406, n'était toujours pas terminé. L'avion de série 0098 sera finalement livré le 15 novembre.
Le 25 mars 2014, le Tribunal de Commerce de Reims ordonné la cession du fonds de commerce à la société ASI Innovations (société créée par d'anciens cadres de RAI en 2010 et basée à Reims). Ceci mettant fin définitivement à Reims Aviation et, qui sait, à la production d'avions sur le site de Prunay.

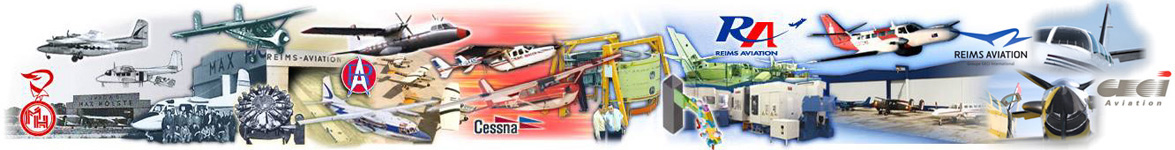

En effet ASI Innovations a monté un partenariat avec Continental Motors (détenu par le géant chinois AVIC) pour relancer la construction de l'avion aux USA, sa patrie d'origine. Il s'agira à terme de proposer la version actuelle équipée du turbo-propulseur Pratt&Withney PT6A-112 et d'une version équipée d'un moteur Diesel à pistons fourni par Continental Motors. Avec au passage des améliorations techniques en phase avec son époque.

## Grands programmes aéronautiques militaires et civils
Pendant de nombreuses années, la société a participé aux plus grands programmes aéronautiques militaires et civils :
- Aérofreins du Super Étendard [Avions Marcel Dassault - Breguet Aviation (AMDBA)] (Breguet) ;
- Manche à air du Mirage III ;
- Fuselage du Mirage III ;
- Trappes diverses (canons, douilles, etc.) du Mirage F1 (les avions de la base aérienne 112...) ;
- Ailerons du Transall ;
- Revêtements d'ailes des ATL 2 (Atlantique 2) Breguet Atlantic ;
- Carénage de train, pointe arrière, empennages vertical et horizontal du Nord-Aviation N262 ;
- Ailerons et aérofreins du Mystère 20 ;
- Tronçon 3 du Falcon 10 ;
- Tronçon 4 du Falcon 900 ;
- Nourrice du Falcon 200 ;
- Barques, ailes extrêmes des ATR 42 et ATR 72 ;
- Panneaux de revêtement latéraux arrière du tronçon 12 de l'Airbus A320 ;
- Panneaux de revêtements du tronçon 3 du fuselage de l’Embraer 170.

## Éléments produits
À ce jour Reims Aviation produit les éléments suivants :
- Bords d'attaque d'aile mobile de la gamme Falcon ;
- Trappes de train du Mirage 2000 ;
- Poutres plancher des Airbus A300/A310 ;
- Caissons sous voilure de l'ATR 42 ;
- Longerons centraux d'ailes de l'ATR 42 ;
- Revêtements du tronçon 2 du Falcon 50 EX ;
- Pointe avant du Falcon 50 EX ;
- Carénage ventral des Airbus A330 et A340 ;
- Panneaux de revêtement latéraux arrière du tronçon 12 de l'Airbus A320 ;
- Carénage ventral de l'Airbus A340 version 500/600 ;
- Barque avant du Dornier 728 jet ;
- Entrées d’air du Dassault Rafale.

## Avions livrés au 30 juin 2013
- F150, F152 : 1.980
- FA150, FRA150, FA152 : 425
- F172, FR172 : 2.933
- F172RG : 73
- F177RG : 177
- 182, F182, RG182 : 296
- F337, FT337, FTB337 : 181
- F406 : 97
- 185, 188, 206, 207, 210 : 205

Soit un total de 6 359 avions.